# Сан Бјађо ди Калалта
Сан Бјађо ди Калалта (итал. San Biagio di Callalta) је насеље у Италији у округу Тревизо, региону Венето.
Према процени из 2011. у насељу је живело 2584 становника. Насеље се налази на надморској висини од 9 м.

## Становништво
Према резултатима пописа становништва 2011. у општини је живело 13.039 становника.
| 1931. | 1936. | 1951.  | 1961. | 1971. | 1981.  | 1991.  | 2001.  | 2011.  |
| ----- | ----- | ------ | ----- | ----- | ------ | ------ | ------ | ------ |
| 9.939 | 9.418 | 10.294 | 8.971 | 9.176 | 10.504 | 10.780 | 11.439 | 13.039 |

## Партнерски градови
- L'Union